# Хатлонский будда

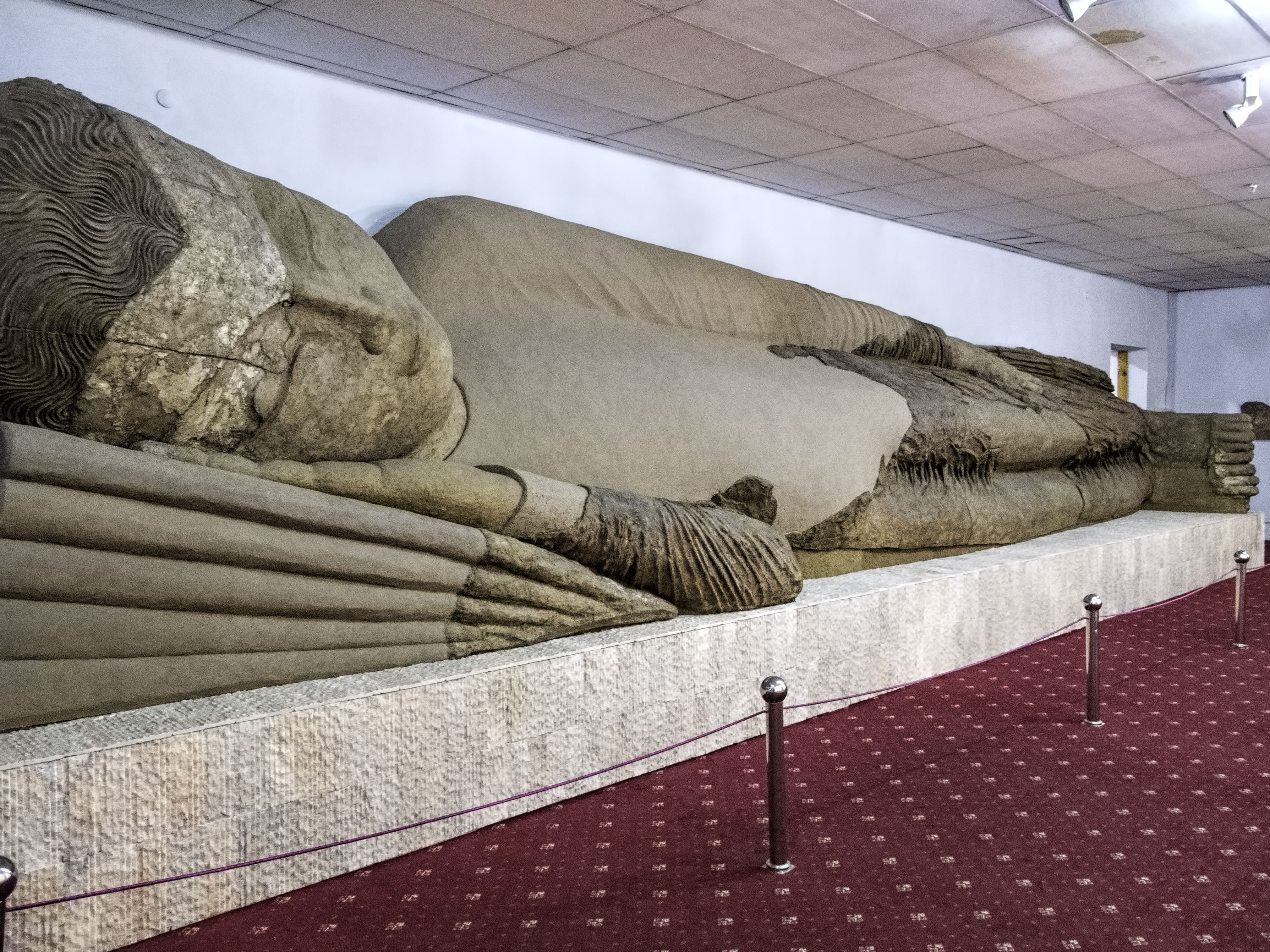
Хатлонский будда в Национальном музее

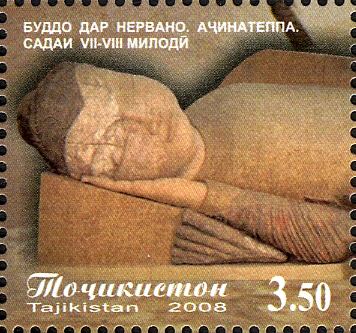
Почтовая марка Таджикистана, посвящённая Будде в Нирване, 2008 год

Хатлонский будда или Будда в нирване — глиняная статуя Будды, обнаруженная в 1966 году при раскопах буддийского монастыря Аджина-Тепе в Таджикистане.

## История
Памятник Аджина-Тепе расположен в долине реки Вахш недалеко от города Бохтар, он впервые осмотрен археологами в 1959 году. Разработка как археологического объекта началась с 1961 года. Профессором Борисом Литвинским в 1966 году была обнаружена глиняная статуя Будды.
Фигура Будды, лежащая на правом боку в вытянутом положении фигура — традиционная статуарная поза, известная по каменным статуям Будды в нирване. Оно представляет собой индийские элементы и местные традиции древнего Тохаристана. Статуя датируется VI—VIII веками нашей эры. Некоторые части статуи отличаются друг от друга, поскольку во время арабского завоевания в VII веке статую повредили; от неё остались только нижняя часть тела и голова, а середина тела была восстановлена в середине 1990-х командой реставраторов Эрмитажа под руководством Веры Фоминых.
После изучения статуя была выставлена в Национальном музее древностей Таджикистана. В 1999 году буддийский комплекс Аджина-Тепе вместе со статуей Будды были включены в список кандидатов памятников культурного наследия ЮНЕСКО в Таджикистане. В 2001 году к 10-летию независимости Таджикистана правительством США был выделен грант на реставрацию статуи в размере 30 тысяч долларов. В этот же период было создано несколько копий этой статуи.